# 聖赫勒拿博物館

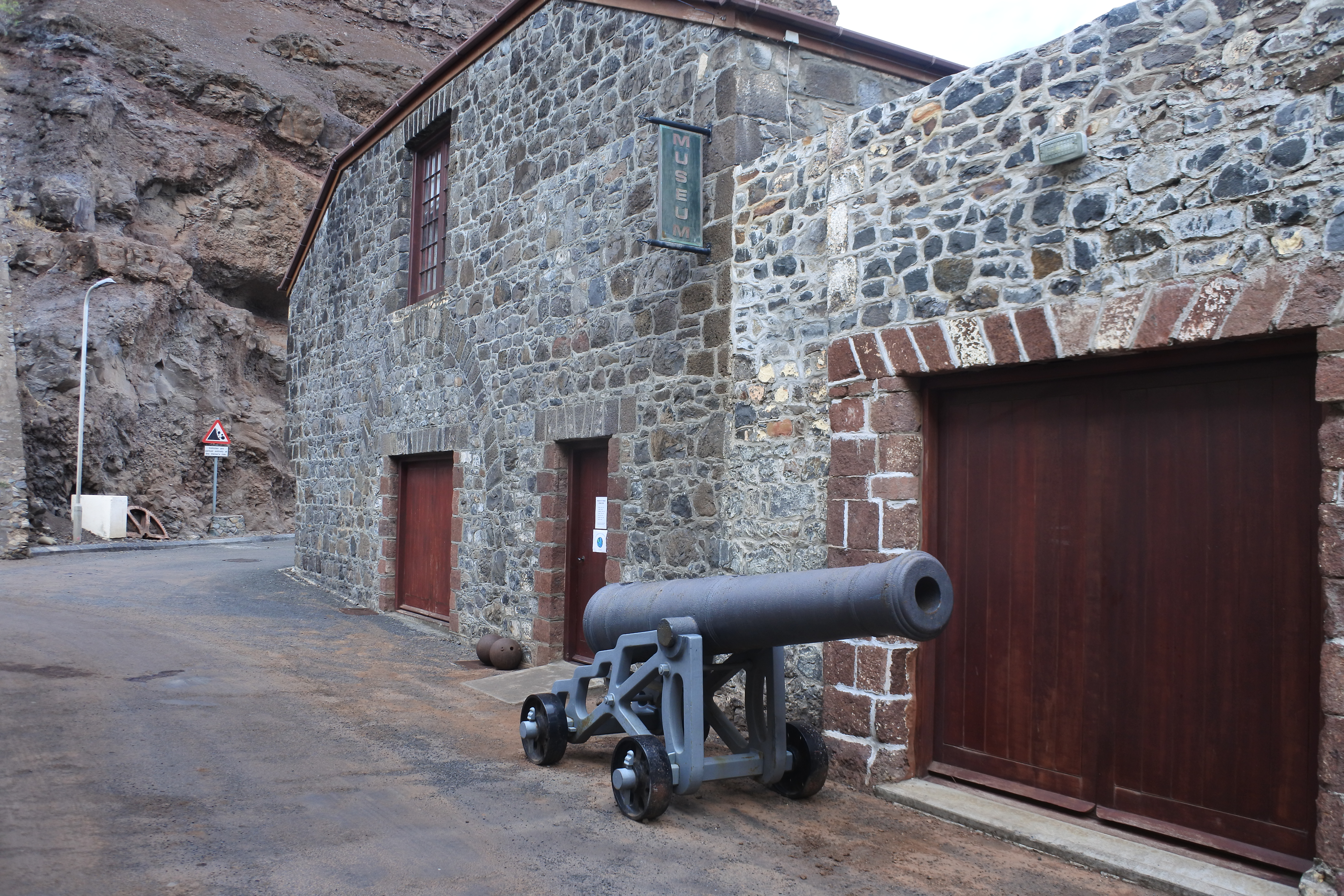

聖赫勒拿博物館（Museum of Saint Helena）是英國海外領土聖赫勒拿的一座博物館，主要展示有關海事、軍事、社會史的藏品。博物館共有兩層，並設有禮品店和書店。這座博物館由聖赫勒拿遺產學會管理，位於一座18世紀後期的石質建築內，開業於2002年5月21日，是聖赫勒拿的兩座博物館之一。

## 外部連結
- Museum of Saint Helena website （页面存档备份，存于）

15°55′30″S 5°43′06″W / 15.9250°S 5.7183°W